# بنی‌آباد (بیرجند)
بنی‌آباد یک منطقهٔ مسکونی در ایران است که در دهستان باقران واقع شده‌است. براساس سرشماری مرکز آمار ایران در سال ۱۳۹۵، بنی‌آباد ۳۷ نفر جمعیت دارد.